# Purija Fajjazi

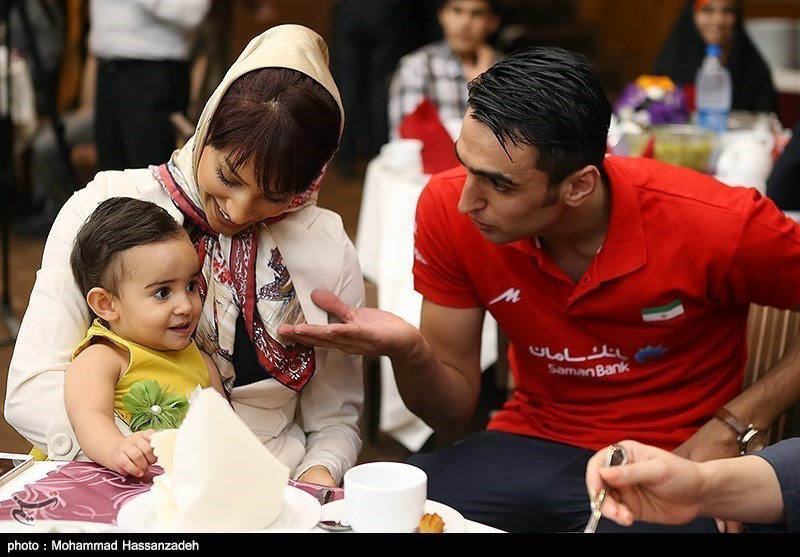
Purija Fajjazi z rodziną

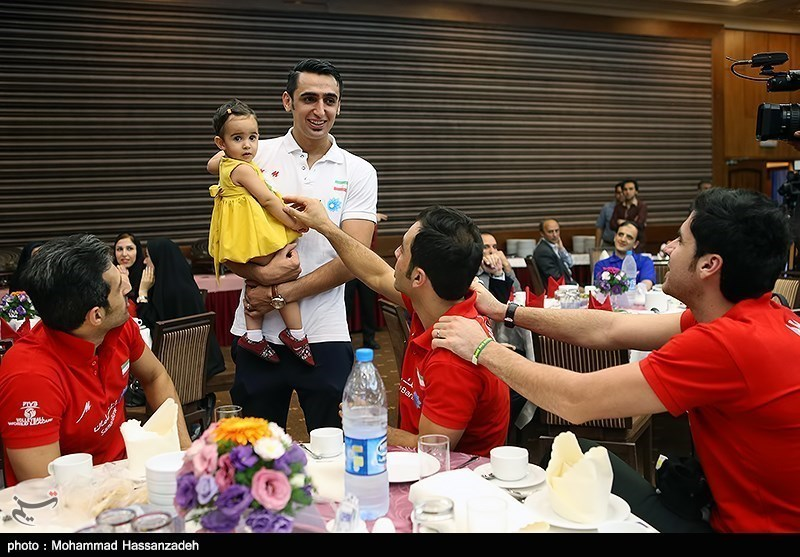
Purija Fajjazi z rodziną

Purija Fajjazi Damnabi (pers. پوریا فیاضی; ur. 12 stycznia 1993 w Teheranie) – irański siatkarz, grający na pozycji przyjmującego, reprezentant Iranu. 

## Przebieg kariery
| Lata                   | Klub             |
| ---------------------- | ---------------- |
| 2011–2013              | Saipa Alborz     |
| 2013–2015              | Szahrdari Urmia  |
| 2014                   | Matin Waramin VC |
| 2015–2016              | Sarmajeh Bank VC |
| 2016–2017              | Parseh Teheran   |
| 2017–2019              | Matin Waramin VC |
| 2019 (do 10.12.2019)   | MKS Będzin       |
| 2019–2021 (od 12.2019) | Szahrdari Urmia  |
| 2021–                  | Pajkan Teheran   |

## Sukcesy klubowe
Mistrzostwo Iranu:
- 2016, 2019
- 2012, 2015, 2021, 2022[1]
- 2014

Klubowe Mistrzostwa Azji:
- 2014, 2016, 2019, 2022[2]

## Sukcesy reprezentacyjne
Mistrzostwa Azji Kadetów:
- 2008

Mistrzostwa Świata Kadetów:
- 2009

Mistrzostwa Azji:
- 2011, 2019
- 2015

Igrzyska Azjatyckie:
- 2014

Mistrzostwa Azji U-23:
- 2015

## Nagrody indywidualne
- 2008: Najlepszy punktujący Mistrzostw Azji Kadetów
- 2015: MVP i najlepszy przyjmujący Mistrzostw Azji U-23
- 2015: Najlepszy przyjmujący Mistrzostw Azji